# Суперкубок Ізраїлю з футболу 1989
Суперкубок Ізраїлю з футболу 1989 — 18-й розіграш турніру (23-й, включаючи неофіційні розіграші). Матч відбувся 26 серпня 1989 року між чемпіоном Ізраїлю клубом Маккабі (Хайфа) та володарем кубка Ізраїлю клубом Бейтар (Єрусалим).
| Володар Суперкубка Ізраїлю 1989 |
| ------------------------------- |
|                                 |
| Маккабі (Хайфа) Третій титул    |

## Матч

### Деталі
| 26 серпня 1989 |

| Маккабі (Хайфа)  | 2:1 | Бейтар (Єрусалим) |
| ---------------- | --- | ----------------- |
| Клінгер 31', 57' |     | Ширазі 72'        |

| Кір'ят-Елієзер, Хайфа Глядачів: 5 000 Арбітр: Овадія Бен-Іцхак |

| В                |  | Гіора Антман    |
| З                |  | Марко Балбул    |
| З                |  | Давид Леві      |
| З                |  | Фабіан Грімберг |
| З                |  | Зіон Мерілі     |
| ПЗ               |  | Авраам Абукарат |
| ПЗ               |  | Ярон Гівол      |
| ПЗ               |  | Нір Клінгер     |
| ПЗ               |  | Таль Банін      |
| Н                |  | Ітай Мордечай   |
| Н                |  | Патрісіо Саєг   |
| Головний тренер: |  |                 |
| Амаззія Левкович |  |                 |